# 하비 머드 칼리지
하비 머드 칼리지(영어: Harvey Mudd College)는 미국 캘리포니아주 로스앤젤레스군 클레어몬트에 있는 사립 기숙형 리버럴 아츠 칼리지다. 클레어몬트 대학 소속으로, 학생들은 다른 클레어몬트 대학 소속의 대학들에서도 수업을 듣거나 시설을 쓸 수 있다. 사립기술대학협회 소속이다.
대학의 이름은 미국인 광산 기술자, 구리광산 소유주, 투자자인 하비 실리 머드의 이름에서 따 왔다. 머드는 하비 머드 칼리지가 세워지기 전에 죽었지만 설립 계획에 영향을 미쳤고, 머드의 가족과 친구들이 머드를 기리고자 자금을 댔다.

## 교육
하비 머드 칼리지에는 화학과 수학, 물리학, 컴퓨터 과학, 생물학, 공학 학사 학위 과정이 있고, 학제간 과정으로 수리생물학 과정이 있다. 재학생들은  취득학점 가운데 3분의 1을 인문계열의 과목으로 수강해야 하는 규정이 있다.
하비 머드 칼리지는 2008년 기준으로 캘리포니아 공과대학교에 이어서 과학과 공학 분야에서 박사 학위를 받은 사람을 가장 많이 배출한 대학이었다.

### 평가
하비 머드 칼리지는 《U.S. 뉴스 & 월드 리포트》의 2020년 리버럴 아츠 칼리지 순위에서 23위를 기록했으며, 가장 혁신적인 리버럴 아츠 칼리지 순위에서 6위를 기록했다. 《포브스》의 2019년 미국 대학 순위에서는 23위를 기록했다. 페이스케일의 2019년 조사에서, 20년 경력의 졸업생 중간 연봉 순위 1위(15만 8,200달러)를 차지했다.

### 입학
2018년 가을 학기에 합격한 신입생(Class of 2022)의 경우 4,101명의 지원자들 가운데 594명이 합격해 합격률은 14.5%를 보였다.
하비 머드 칼리지는 미국에서 웨이크포레스트 대학교와 함께 유이하게 입학 절차에서 SAT 성적만 받고 ACT 성적은 받지 않는 4년제 대학이었다. 웨이크포레스트 대학교가 ACT 성적을 받기 시작하고 1년이 지난 2007년 8월에 하비 머드 칼리지도 ACT 성적을 받기 시작했다.

### 비용
2016년에 하비 머드 칼리지는 2년 연속으로 미국에서 학비가 가장 비싼 대학으로 꼽혔는데, 1년동안 다니는 데 필요한 총 비용은 69,717 달러였으며 신입생 가운데 약 70%가 재정 지원을 받고 있었다.  현재 대학 등록금은 77,589 달러이다.

## 운동부
하비 머드 칼리지 운동부는 클레어몬트 매케나 칼리지, 스크립스 칼리지와 함께 팀을 이루어 경기에 나선다. 전미 대학 체육 협회 디비전 III에서 활약하며 남자부는 스택(Stag), 여자부는 아테나스(Athenas)로 부른다. 남자부의 경우 골프와 농구, 미식축구, 수구, 수영, 야구, 육상 경기, 축구, 크로스컨트리, 테니스가 있고, 여자부의 경우 골프와 농구, 라크로스, 배구, 소프트볼, 수구, 수영, 육상 경기, 축구, 크로스컨트리가 있다.

## 같이 보기
- 사립기술대학협회